# Budětice
Obec Budětice (německy Budieditz) se nachází v okrese Klatovy, kraj Plzeňský. Žije zde 292 obyvatel. Území obce je součástí přírodního parku Buděticko, vyhlášeného okresem Klatovy roku 1994. Asi kilometr severně od Budětic se na zalesněném vrchu Džbán (618,5 metrů) nachází zřícenina hradu Budětice.

## Historie
Ves byla založena snad v první polovině 13. století, první písemná zmínka o ní pochází z roku 1290.

## Obyvatelstvo
| Rok            | 1869 | 1880 | 1890 | 1900 | 1910 | 1921 | 1930 | 1950 | 1961 | 1970 | 1980 | 1991 | 2001 | 2011 | 2021 |
| -------------- | ---- | ---- | ---- | ---- | ---- | ---- | ---- | ---- | ---- | ---- | ---- | ---- | ---- | ---- | ---- |
| Počet obyvatel | 923  | 934  | 873  | 829  | 831  | 857  | 731  | 511  | 512  | 432  | 373  | 364  | 315  | 273  | 303  |
| Počet domů     | 123  | 131  | 132  | 133  | 134  | 134  | 139  | 139  | 128  | 119  | 109  | 113  | 145  | 143  | 141  |

## Obecní správa

### Části obce
- Budětice
- Lipová Lhota
- Vlkonice

### Obecní symboly
Znak a vlajka byly obci uděleny rozhodnutím předsedy Poslanecké sněmovny Parlamentu České republiky dne 18. června 2003.

## Pamětihodnosti
- Pozdně románský kostel sv. Petra a Pavla z poloviny 13. století, barokně upravený
- Kaplička sv. Jana Nepomuckého u mostu
- Most na silnici do Rabí
- Kovárna
- Na vrchu Džbán (původně Čbány) se dochovala zřícenina hradu Budětice z druhé poloviny 13. století. Zachoval se vnější val, příkop, základy válcové věže a hradního paláce.
- Přírodní rezervace Čepičná, teplomilná a vápnomilná vegetace na kopcích nad levým břehem řeky Otavy
- Přírodní památka Vlkonice, lokalita s výskytem kriticky ohroženého hořečku mnohotvarého českého

## Významní rodáci
- Jakub Pinkas (1805–1879), podnikatel, zakladatel Restaurace U Pinkasů[7]
- ThDr. Josef Jan Hais (1829–1892), kněz, biskup diecéze královéhradecké

## Galerie

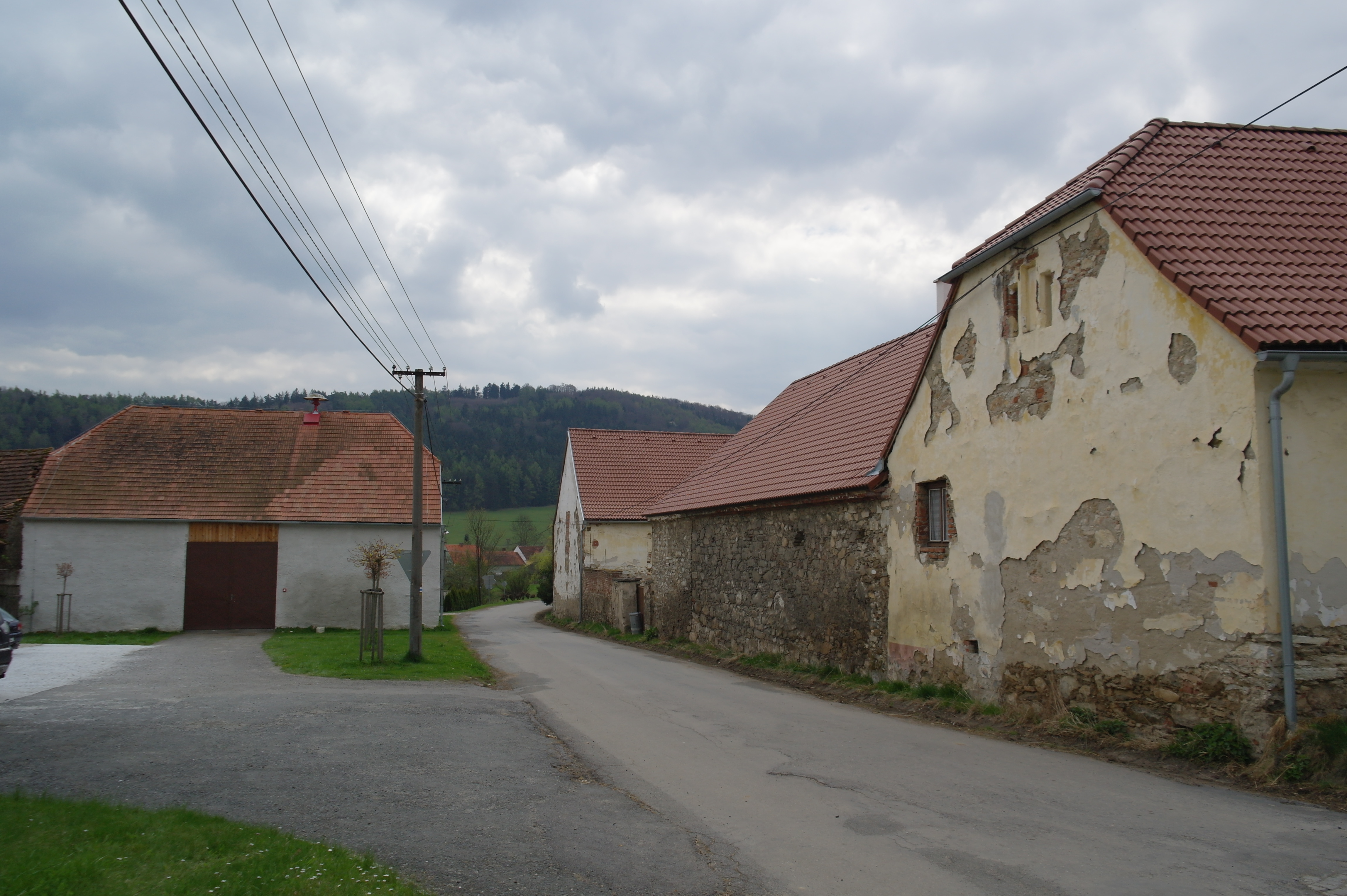
Domy
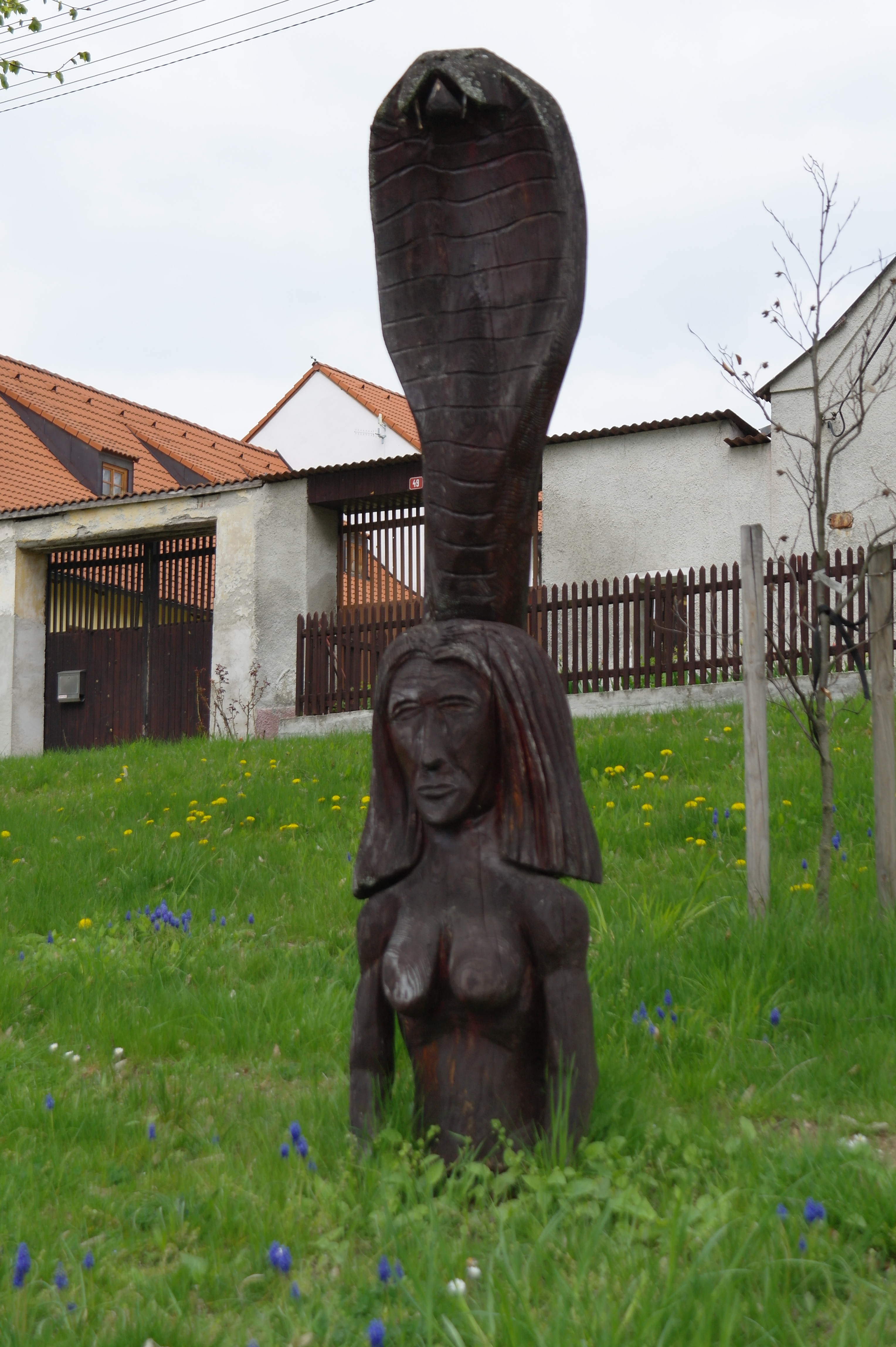
Socha
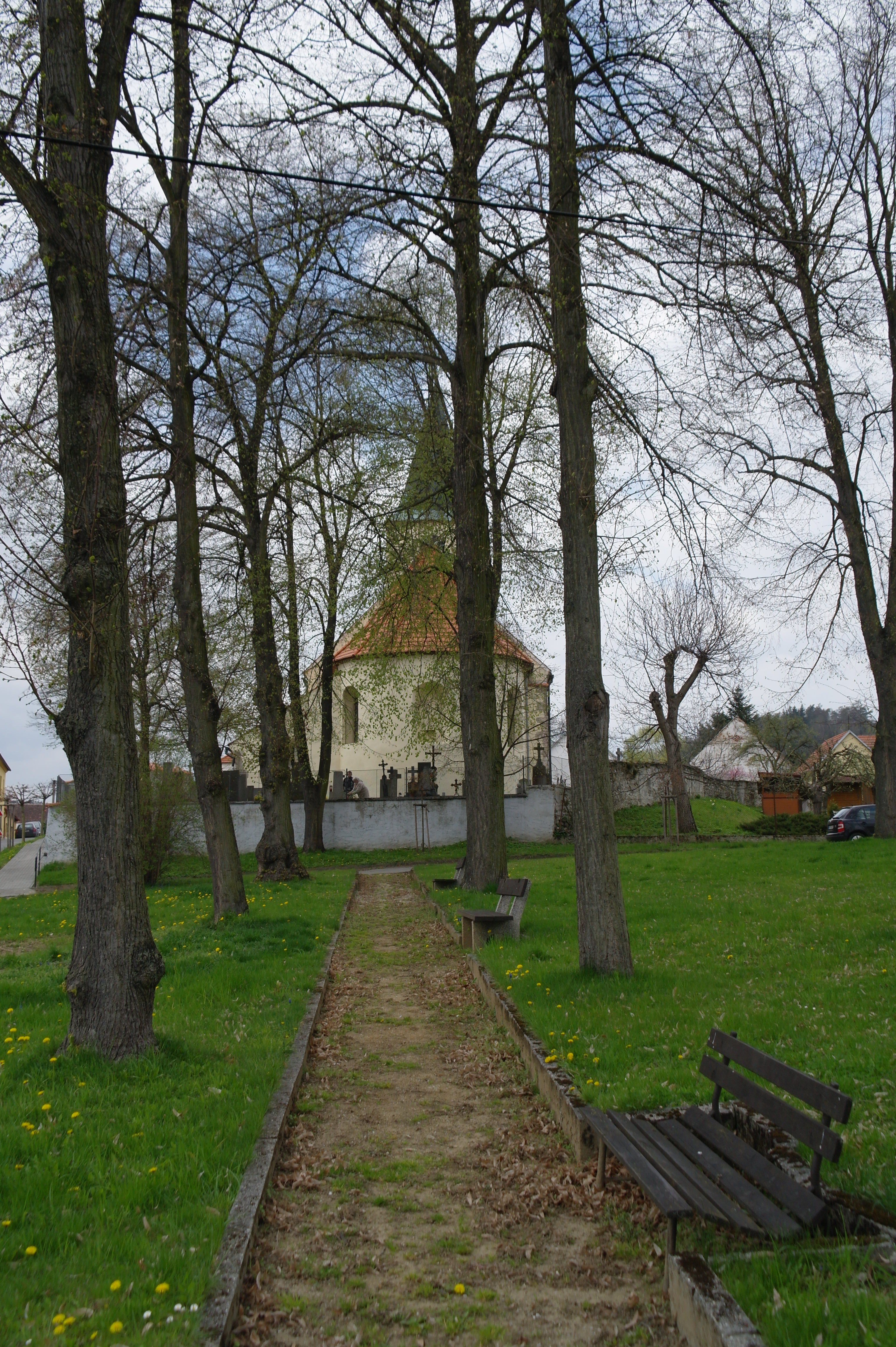
Cesta ke kostelu